# Battaglia di Fidene (437 a.C.)
La battaglia di Fidene del 437 a.C. si svolse nei primi anni della Repubblica romana, tra l'esercito romano, guidato dal dittatore Mamerco Emilio Mamercino, ed una coalizione nemica, formata da Fidenati, Etruschi di Veio, i Falisci  e i Capenati, guidata dal re etrusco Lars Tolumnio. I Romani ebbero la meglio.

## Antefatto
Mentre a Roma, l'annosa contesa tra Plebei e Patrizi, aveva portato per il 438 a.C. all'elezione dei Tribuni consolari (furono eletti Lucio Quinzio Cincinnato, figlio di Cincinnato, Mamerco Emilio Mamercino e Lucio Giulio Iullo) in luogo degli ordinari consoli di nomina senatorile, la colonia romana di Fidene si alleò con la città etrusca di Veio.
Non solo i Fidenati abbandonarono l'alleanza con Roma, ma Tolumnio, per far in modo che la scelta di campo di Fidene fosse irreversibile, fece uccidere i tre romani inviati a Fidene, per chiedere le motivazioni della decisione.
A Roma si decise di affidare la guerra ai consoli dell'anno successivo, quando furono eletti alla massima magistratura Marco Geganio Macerino e Lucio Sergio Fidenate, cui fu affidato il comando delle azioni belliche.
Lucio Sergio guidò immediatamente l'esercito romano contro l'esercito veiente, guidato da Tolumnio, in uno scontro campale lungo le sponde dell'Aniene; i romani ebbero la meglio, ma lo scontro fu così violento, e causò così tante perdite anche tra i romani, che si decise per la nomina di un dittatore, cui affidare la campagna militare.

## La battaglia

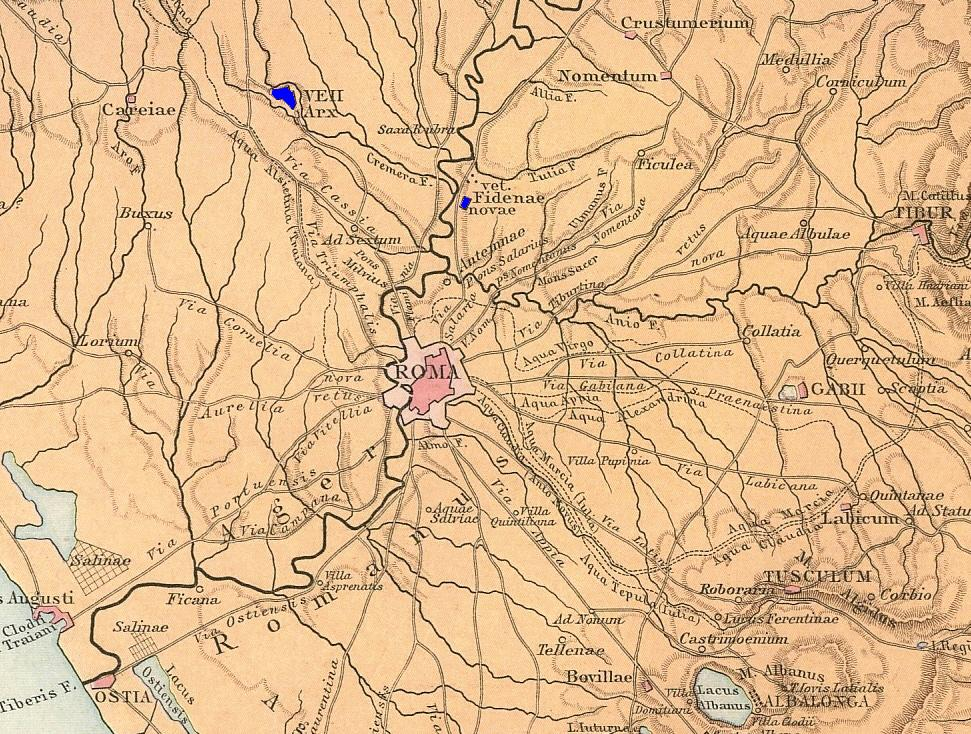
Roma e dintorni in epoca storica

Mamerco Emilio Mamercino, nominato dittatore, a sua volta nominò Magister equitum Lucio Quinzio Cincinnato, figlio di Cincinnato e suo collega nel tribunato dell'anno precedente, e come suoi legati, volle Tito Quinzio Capitolino Barbato, già sei volte console, e Marco Fabio Vibulano
La coalizione nemica, che si era ritirata dalla campagna romana fino alle colline intorno a Fidene, aspettò l'arrivo degli alleati Falisci e dei Capenati, prima di porre il proprio campo davanti alle mura di Fidene.
I romani posero il proprio accampamento vicino alla confluenza dell'Aniene con il Tevere, ponendo delle fortificazioni a protezione del campo.
Mentre i romani erano intenzionati a provocare immediatamente la battaglia, Tolumnio, che come i fidenati pareva più propenso a temporeggiare, si decise allo scontro, soprattutto perché preoccupato dei Falisci, desiderosi di dar subito battaglia perché lontani dalle proprie città.
Tolumnio schierò i Veienti sull'ala destra, i Fidenati al centro, e i Falisci e i Capenati sulla sinistra. Mamerco affidò a Tito Quinzio le operazioni contro i Fidenati, a Barbato quelle contro i Veienti, riservandosi il comando dei soldati opposti ai Falisci e Capenati.
Mamerco lasciò la cavalleria sotto il comando del Magister equitum, in modo che potesse intervenire su tutto il fronte della battaglia, ma non dimenticò di lasciare alcune guarnigioni di soldati a protezione del campo, sotto il comando di Marco Favio Vibulano, mossa che risultò decisiva per contrastare un attacco a sorpresa, portato al campo da parte della cavalleria etrusca, mentre infuriava la battaglia tra i due eserciti.
(Tito Livio, Ab Urbe condita libri)
Lo scontro ebbe il suo punto di svolta con la morte di Tolumnio provocata dall'azione solitaria di Aulo Cornelio Cosso:
(Tito Livio, Ab Urbe condita libri)
Le file dei nemici dei romani, scompaginate e messe in fuga dopo la morte di Tolumnio, furono massacrate dai romani, che arrivarono a far razzia fino nelle campagne di Veio.
Per questa vittoria Mamerco Emilio Mamercino ebbe il trionfo a Roma. 

### Fonti primarie
- Livio, Ab Urbe condita libri, IV, 2, 17-19.